# Utan rädsla
Utan rädsla (Fearless) är en brittisk kriminaldrama- och thrillerserie som hade premiär den 12 juni 2017 på ITV. Serien som är skapad och skriven av Patrick Harbinson består av sex avsnitt.

## Handling
Serien handlar om människorättsadvokaten Emma Banville som tar sig an ett kontroversiellt mål där en man har dömts för att ha mördat en flicka.

## Rollista (i urval)
- Helen McCrory - Emma Banville
- Jonathan Forbes - Dominic Truelove
- Sam Swainsbury - Kevin Russell
- Rebecca Callard - Annie Peterson, Kevin's former fiancée and the mother of his son
- Wunmi Mosaku - Olivia Greenwood
- Robin Weigert - Heather Myles
- John Bishop - Steve Livesey
- Jamie Bamber - Matthew Wild
- Michael Gambon -  Alastair McKinnon